# Giljuj
Il Giljuj è un fiume della Russia siberiana orientale (Oblast' dell'Amur), affluente destro della Zeja (bacino idrografico dell'Amur).
Nasce dal versante meridionale dei monti Stanovoj, scorrendo successivamente in ambiente montano con direzione est-sudest, in un'ampia valle fra i monti Stanovoj e i monti Tukuringra; sfocia in un braccio laterale del vasto bacino artificiale della Zeja, formato dal fiume omonimo a monte della cittadina di Zeja. I principali affluenti sono il Mogot e la Tynda, entrambi provenienti dalla destra idrografica.
Il fiume Giljuj, nel suo alto corso, passa a poca distanza dall'importante centro urbano di Tynda che si trova sull'omonimo fiume.